# Unterelsbach
Unterelsbach ist ein Gemeindeteil des Marktes Oberelsbach im unterfränkischen Landkreis Rhön-Grabfeld in Bayern und eine Gemarkung.

## Geographie

### Lage
Das Pfarrdorf liegt im Biosphärenreservat Rhön am Vereinigungspunkt der Sonder und der Els. Die Gemarkung hat eine Größe von etwa 966 Hektar.

### Aufbau des Dorfes
Um diese Kirche bauten die Dorfbewohner ihre Häuser. Der ursprüngliche Dorfkern mit nur circa vier Hektar Fläche blieb über Jahrhunderte unverändert, auch die Einwohnerzahl ist seit mindestens 150 Jahren etwa gleich, trotz des früheren Kinderreichtums. Es gab nur wenige Hausbesitzer, die einen Hof für sich allein hatten. In der Regel teilten mehrere Bauern eine Hofstelle. Die Aufteilung der Grundfläche war relativ einfach und übersichtlich.
In der so genannten Türkei sind sechs Wohnhäuser ineinander verschachtelt, teilweise mit weniger als 16 Quadratmetern Grundfläche und sehr geringem Hofraum.

### Umgebung
Etwa drei Kilometer südlich von Unterelsbach steht ein Naturdenkmal, die mächtige mehrere hundert Jahre alte „Saueiche“. Dorthin trieben der Schweinehirt bis zum Jahre 1892 und die Gänsehirtin bis 1957 ihre Tiere. Um die Gänsewiese gab es damals sehr viele Eichen, heute steht nur noch die Saueiche. Diese hat bereits mehrmals gebrannt und in dem entstandenen Loch im Stamm konnten zwei bis drei Schutzsuchende Platz finden. 1970 wurde das Loch wegen weiterer Brandgefahr zugemauert.

## Geschichte
Man nimmt an, dass die Urbewohner des Elsgrundes die Sueben-Alemannen waren, diese hatten kein Privateigentum, der ganze Grund und Boden war Allmende. Es gab Flurnamen wie z. B. Kalte Elze, das war die All-Elz, die Gemeindeweide für die Tiere der Sueben. So wurde der Flussname Els geprägt und gab der Ortschaft ihren Namen. Später wurden die Sueben von germanischen Stämmen verdrängt. Aus dieser Zeit stammt ein keltischer Ringwall, der als Fluchtburg diente. Ober- und Unterelsbach bildeten in ältesten Zeiten die Villa Elspa und trennten sich im 13. Jahrhundert in zwei Gemeinden.
Im Jahre 1525 beteiligten sich Unterelsbacher Bauern am Bauernkrieg. Der Gangolfsberg bei Oberelsbach war ein wichtiger Standort der Bauernheere. Viele der Bauern wurden durch das fürstbischöfliche Gericht in Mellrichstadt schwer bestraft.
Am 1. Januar 1978 wurde Unterelsbach im Rahmen der Gebietsreform in Bayern nach Oberelsbach eingemeindet.

## Baudenkmäler

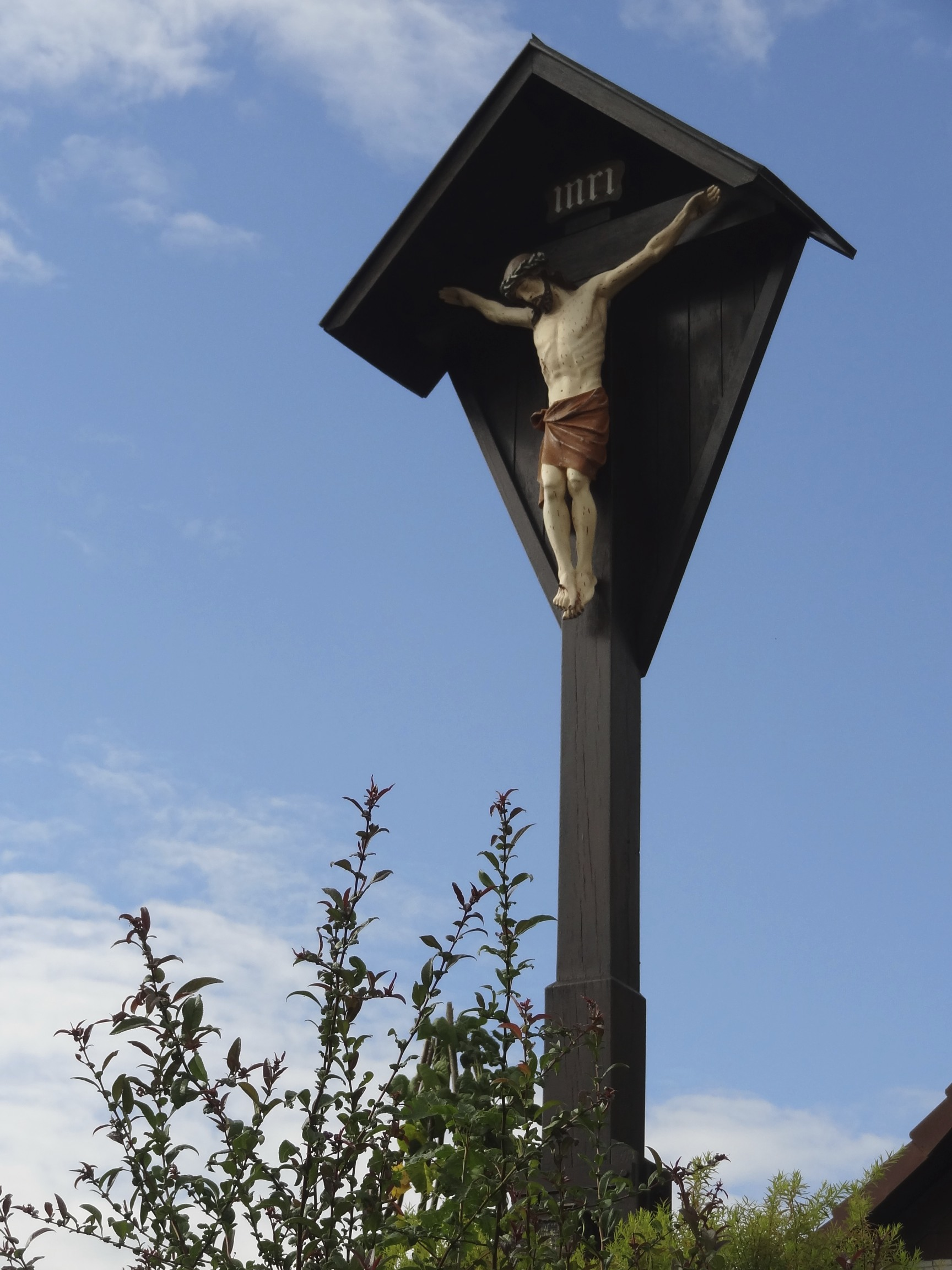
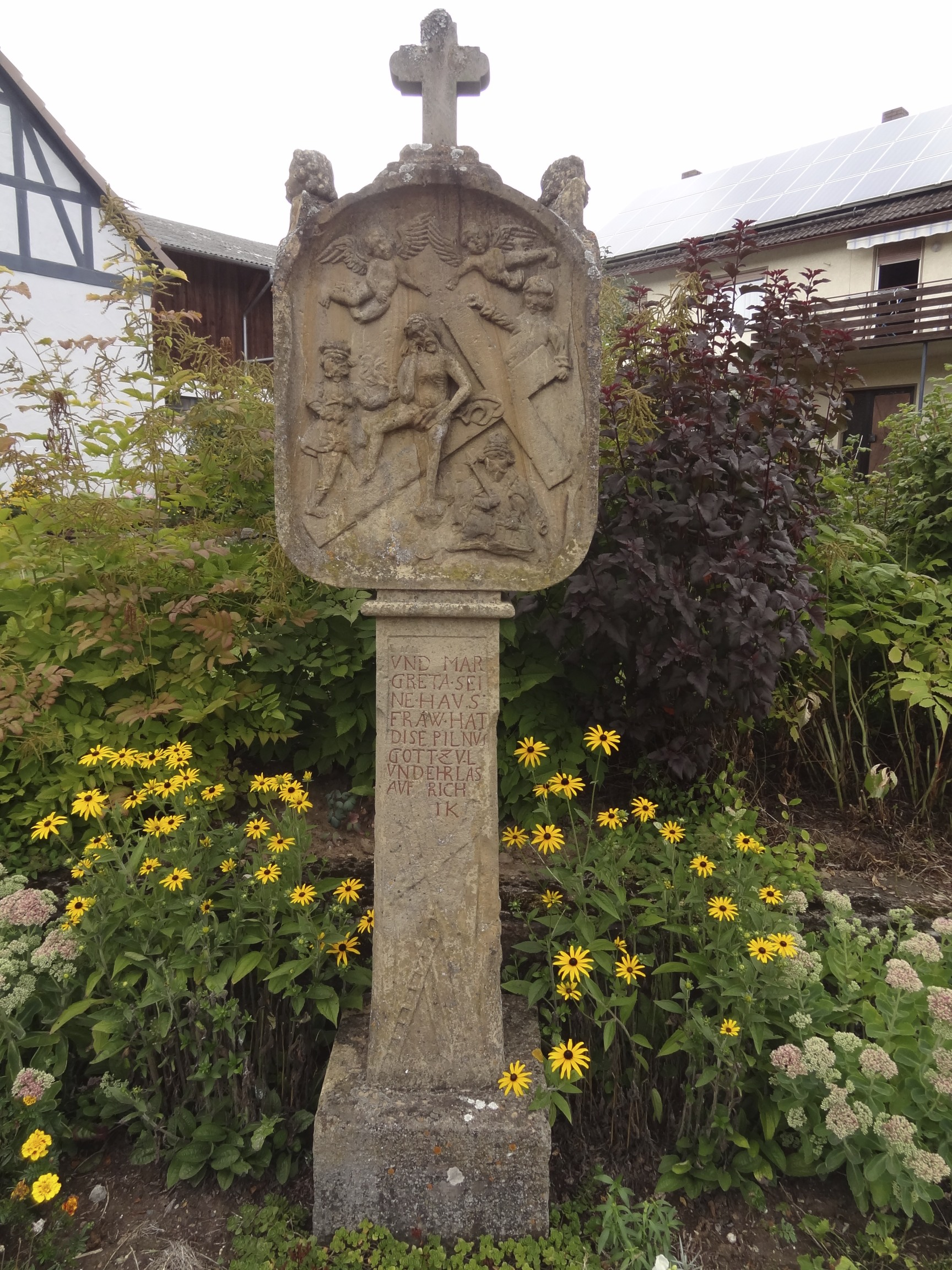
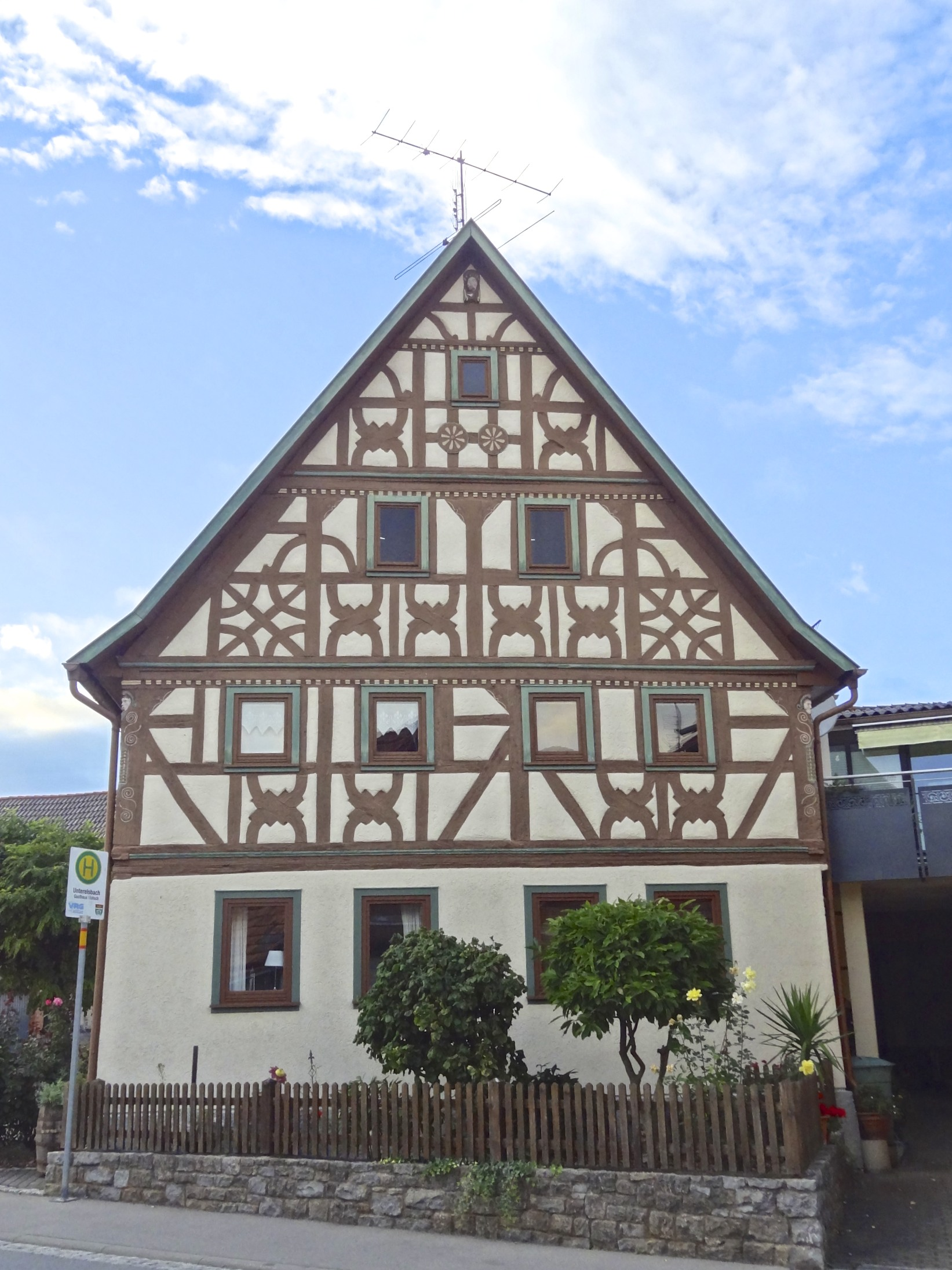
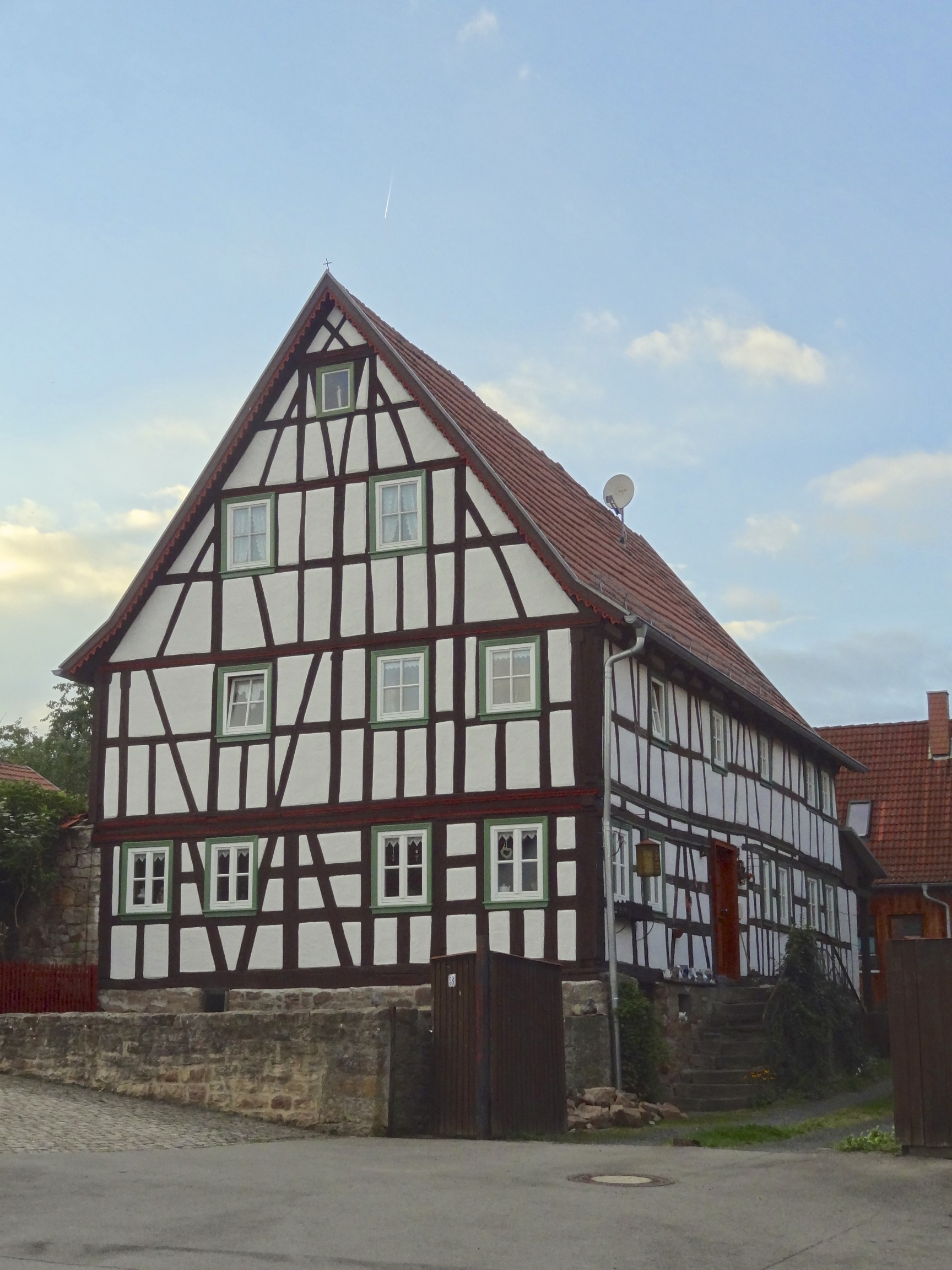
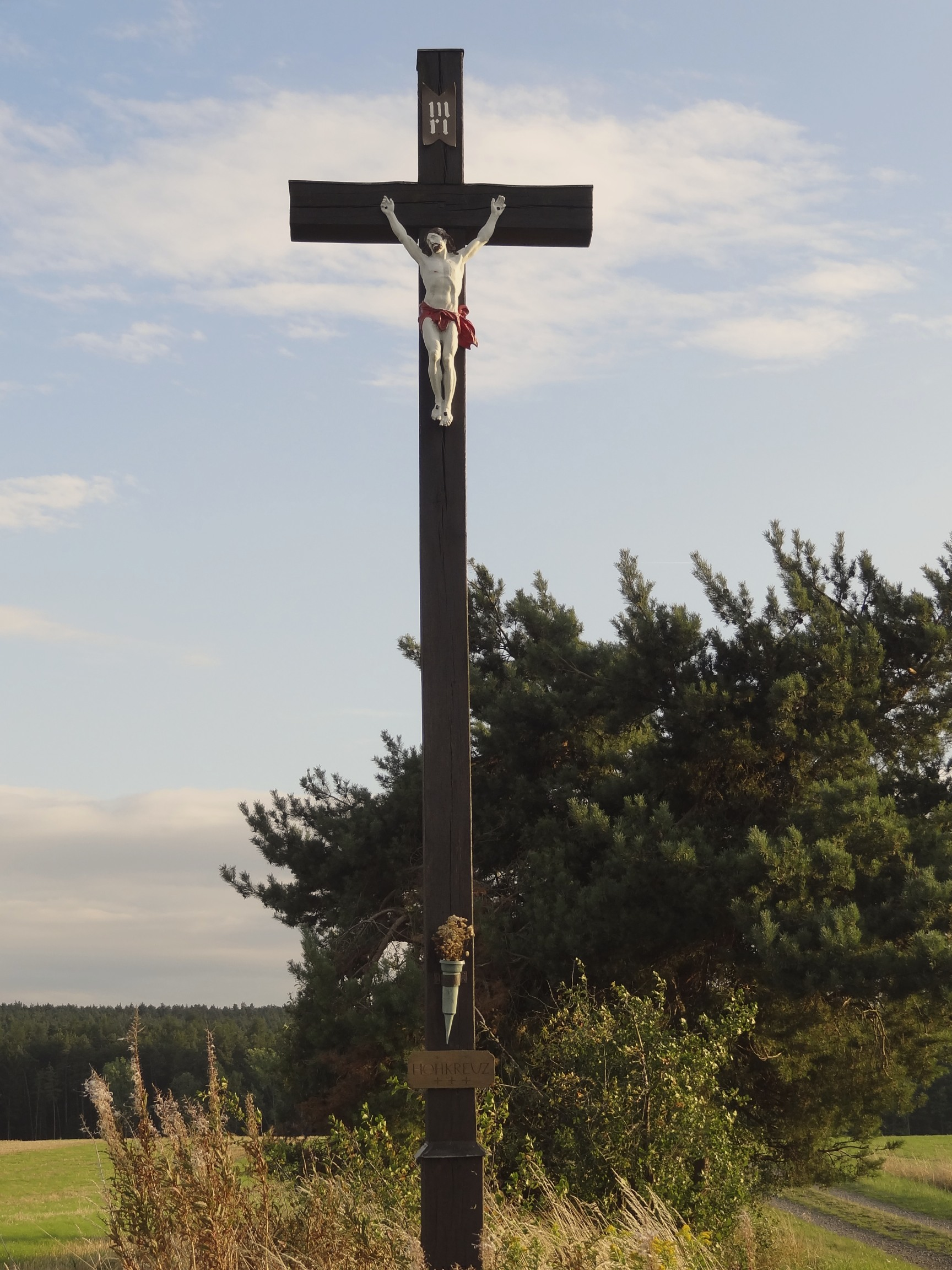
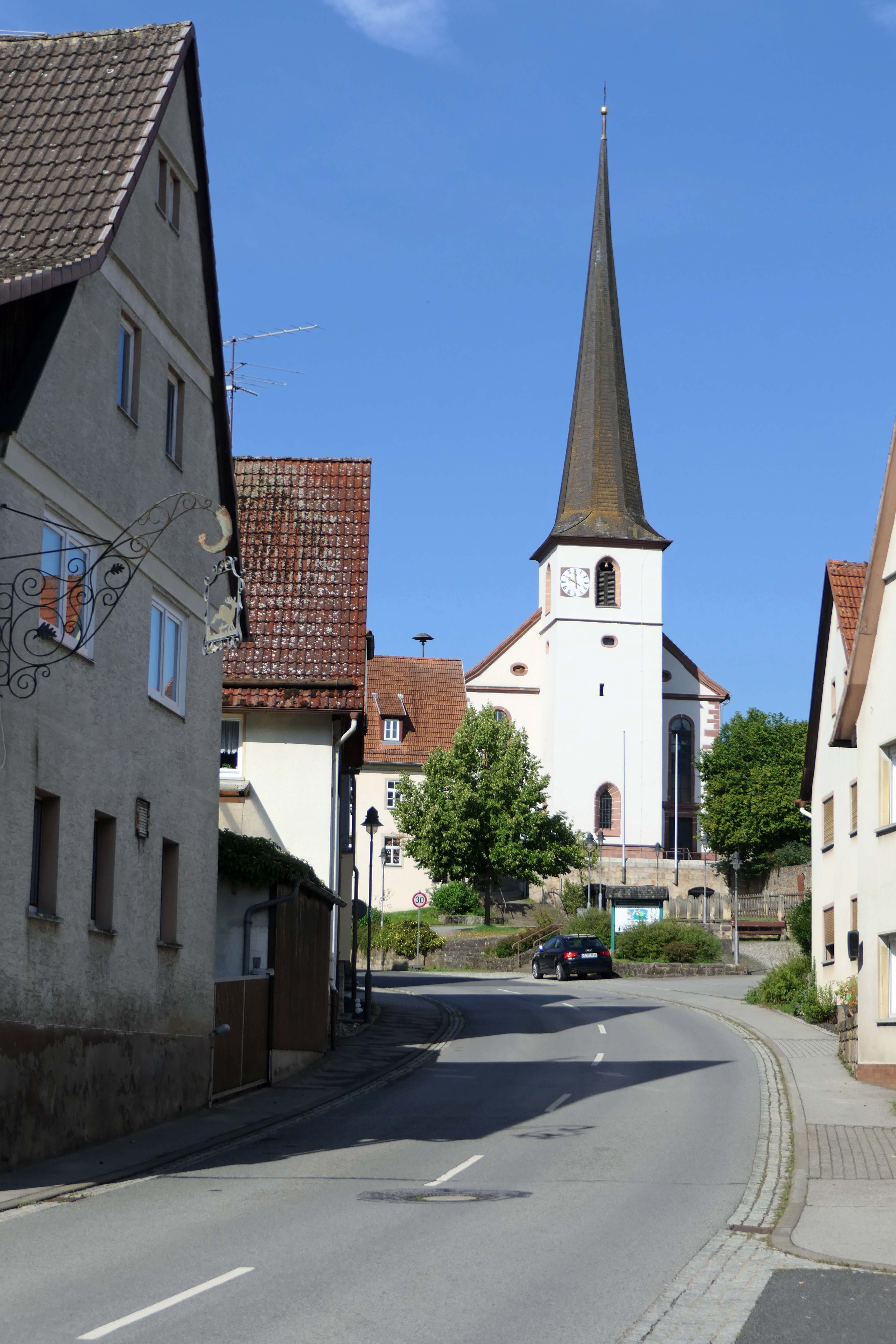

### Pfarrkirche St. Simon und Judas Thaddäus

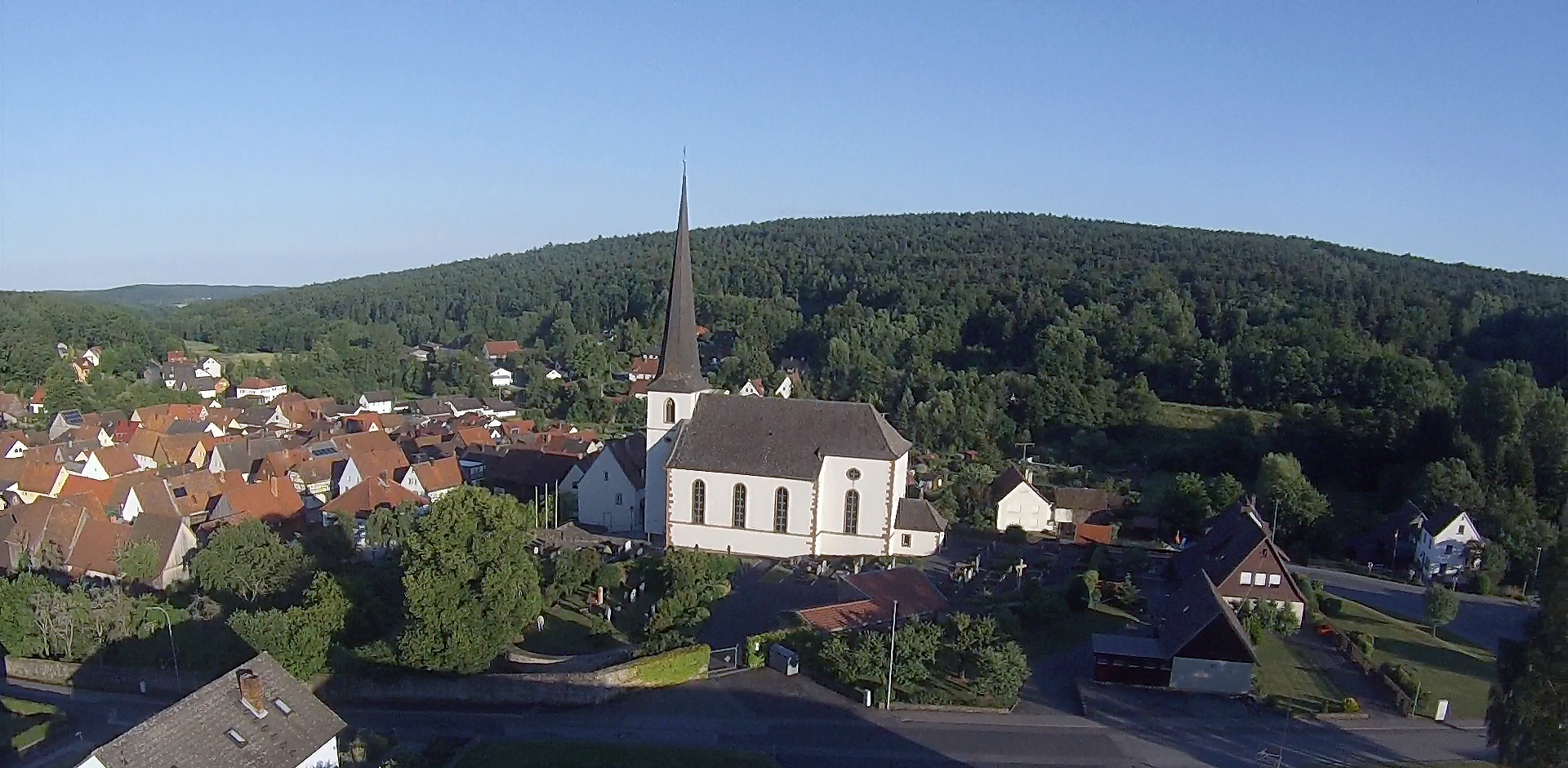
Katholische Pfarrkirche St. Simon und Judas

Die Pfarrei St. Simon und Judas Thaddäus in Unterelsbach wurde wahrscheinlich vom Kloster Wechterswinkel gestiftet. Sie hatte schon im Jahre 1453 eine eigene Pfarrkirche.
Der älteste Teil St.-Simon-und-Judas-Kirche ist der im Jahre 1615/1617 erbaute Turm. Er schließt ab mit einer Echterturmspitze. Mit dem Wachsen der Gemeinde wurde die alte Kirche zu klein, deshalb wurde der Bau einer neuen Kirche beschlossen. Der Turm sollte aber weiterhin bestehen bleiben. Die alte Kirche wurde am 20. März 1810 von den Dorfbewohnern eingelegt. Am 2. Juni 1810 konnte der Grundstein für die neue Kirche gelegt werden. Er befindet sich unter dem rechten Chorbogen. Der Hochaltar wurde dem Kloster Bildhausen abgekauft.

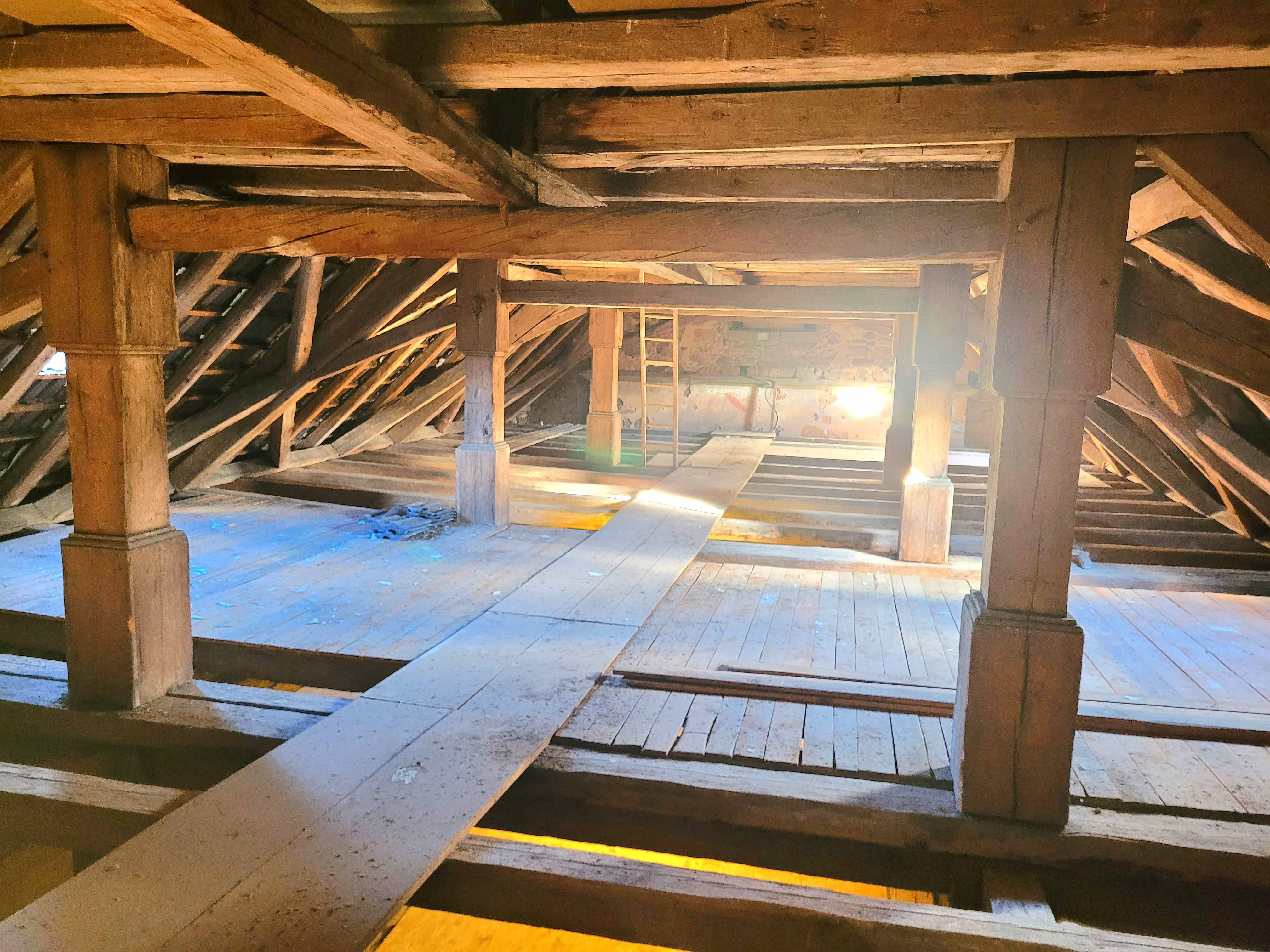
Dachkonstruktion mit Hängewerk

Das einschiffige Langhaus der Kirche zeichnet sich durch eine außergewöhnlich große Dachkonstruktion aus, die ohne tragende Säulen auskommt. Die Lasten der Decke werden über ein kunstvoll gearbeitetes System aus Strebenfachwerk und Hängewerken direkt auf die Außenwände übertragen. Diese Bauweise, die typischerweise in bedeutenderen Kathedralen anzutreffen ist, gilt als einzigartige Meisterleistung für eine Dorfkirche.
Im Inneren des Daches sind besonders die Hängesäulen mit dreifach stehendem Stuhl zur Ablastung hervorzuheben. Diese Konstruktion zeugt von der hohen Fachkenntnis der damaligen Baumeister und stellt eine Seltenheit in der Region Rhön und Grabfeld dar. Ungewöhnlich ist die Ausrichtung der Kirche: Im Gegensatz zur traditionellen Ostung christlicher Kirchen ist der Altarraum nach Westen ausgerichtet.

## Einrichtungen und Vereine
An Einrichtungen verfügt Unterelsbach über einen eingruppigen Kindergarten, der durch den St.-Elisabeth-Verein verwaltet wird. In der Rhönhalle können Veranstaltungen durchgeführt werden. Es gibt noch mehrere Handwerksbetriebe. Außerdem befinden sich im Ort ein Hotel mit einer Tennissportanlage und verschiedene Gesundheitseinrichtungen. Es gibt die Freiwillige Feuerwehr Unterelsbach, den TSV Unterelsbach, den Karateverein, den Rhönklub und die Musikfreunde Unterelsbach.

## Wirtschaft
Die meisten Bauern lebten von ihrer Landwirtschaft, alles wurde in der Dreifelderwirtschaft angebaut. Manche Bauern betrieben zusätzlich die Leinenweberei.
Die Familien lebten sehr karg, in guten Jahren reichten meist nicht einmal Heu und Stroh. So wurde auch das Kraut der Heidelbeere als Einstreu verwendet. Die Heidelbeere wächst in den Wäldern um Unterelsbach auch heute noch sehr zahlreich. Im Sommer wurden Heidelbeeren gepflückt und verkauft.